# Chrysotaenia albicata
Chrysotaenia albicata là một loài bướm đêm trong họ Geometridae.